# Gianantonio Capizucchi
Gianantonio Capizucchi o Capizzuchi (Roma, 24 ottobre 1515 – Roma, 28 gennaio 1569) è stato un cardinale e vescovo cattolico italiano.

## Biografia
Nacque a Roma dai Capizucchi,  una famiglia dell'antica aristocrazia, lo zio Paolo ricoprirà importanti cariche durante i pontificati di Leone X, Adriano VI, Clemente VII e Paolo III.
Giovannantonio si addottorò in utroque iure.
Nel 1539 venne nominato canonico del capitolo di San Giovanni in Laterano e fu referendario del Tribunale della Segnatura Apostolica ed auditore del Tribunale della Sacra Rota.
Papa Paolo IV lo elevò al rango di cardinale presbitero del titolo di San Pancrazio nel concistoro del 20 dicembre 1555. In seguito il pontefice lo elesse vescovo di Lodi (5 luglio 1557); più tardi, Capizzuchi optò per il titolo di Santa Croce in Gerusalemme e poi per quello di San Clemente, nella cui chiesa a Roma è sepolto.
Partecipò al conclave del 1559, che elesse papa Pio IV. Il Capizucchi era sostenitore del cardinal Pacheco ed ostile alla candidatura di Ercole Gonzaga, ma fu costretto ad assentarsi durante il mese di ottobre 1559 perché colpito da grave infermità.

## Genealogia episcopale
La genealogia episcopale è:
- Cardinale Girolamo Grimaldi
- Arcivescovo Martinho de Portugal
- Arcivescovo Alfonso Oliva, O.E.S.A.
- Vescovo Girolamo Maccabei
- Vescovo Giovanni Giacomo Barba, O.E.S.A.
- Cardinale Gianantonio Capizucchi